# اوزرم
اوزرم (به صربی: Ozrem) یک روستا در صربستان است که در گورنیی میلانوواس واقع شده‌است.
 اوزرم  ۳۴۳ نفر جمعیت دارد.